# Partnership for New York City
Партнерство заради Нью-Йорк Сіті (англ. Partnership for New York City) — американська некомерційна організація, що складається з найбільших бізнесменів міста. Місія організації — залучити бізнес-співтовариство в розвиток економіки Нью-Йорка і зберегти позиції міста як центру світової торгівлі, фінансів та інвестицій. Для виконання своєї місії партнерство має свій інвестиційний фонд Інвестиційний фонд Нью-Йорка (англ. The New York City Investment Fund), який привернув понад 110 мільйонів $ і здійснив інвестицій у понад 100 комерційних і некомерційних проектів, які просувають місцеву економіку. В даний час фонд реалізує створення комерційного біотехнологічного кластера в Нью-Йорку.
Президент і генеральний директор фонду — Кеті Уайлд (англ. Kathy Wylde). Серед членів ради директорів фонду дев'ять мільярдерів, включаючи Руперта Мердок.